# کنفرانس (فیلم)
معانادو (Maanaadu) یا کنفرانس فیلمی هندی به زبان تامیل محصول ۲۰۲۱ در ژانر اکشن مهیج و علمی تخیلی است که نویسنده و کارگردانش وینکات پرابو و تهیه‌کننده‌اش سورش کاماتچی است. نقشهای اصلی را سیلامباراسان، اس‌جی سوریا و کالیانی پریادارشان و نقشهای فرعی را اس.ای. چاندراسکار، وای‌جی ماهیندرا، کاروناکاران، پریم کومار آمارن، آراویند آکاش و آنجینا کرتی بازی می‌کنند. یاوان شانکار راجا موسیقی فیلم را ساخته‌است، ریچارد ناتان آن را فیلمبرداری کرده‌است و تدوینش را پراوین کی‌ال (صدمین فیلم او) انجام داده‌است. داستان دربارهٔ یک مرد عادی و یک افسر پلیس است که در روز کنفرانس عمومی وزیر ارشد در یک حلقه زمانی گیر افتاده‌اند و مجبورند در همان روز بارها و بارها زندگی کنند.
این طرح در ژوئیهٔ ۲۰۱۸ اعلام شد و به اولین همکاری پرابو با سیلامباراسان تبدیل شد. در طول کار گسترده پیش‌تولید، در اوت ۲۰۱۹، تهیه‌کننده سیلامباراسان را به‌خاطر رفتار غیرحرفه‌ایش، از پروژه کنار گذاشت. اندکی بعد در همان ماه، سیلامبا از پروژهٔ دیگری به‌نام ماگا معانادو خبر داد. اما این مسئله در نوامبر ۲۰۱۹ پس از موافقت سیلامباراسان با اختصاص تاریخهای مناسب برای فیلم حل شد.
در ۱۹ فوریهٔ ۲۰۲۰ پس از اعلام اولیهٔ بازیگران و دست‌اندرکاران، فیلمبرداری در چنای آغاز شد. فیلمبرداری دو بار به‌دلیل محدودیت‌های همزمان با موج اول و دوم دنیاگیری کووید-۱۹، دشوار شد، اما سازندگان، فیلمبرداری را در ژوئیهٔ ۲۰۲۱ به‌پایان رساندند و فیلمبرداری فقط ۶۸ روز کاری طول کشید. فیلم بیشتر در چنای فیلم‌برداری شد اما برخی کارهای پراکنده آن در پوندیچری، یرکاد و هوسور انجام شد.
کنفرانس در ۲۵ نوامبر ۲۰۲۱ در سراسر جهان اکران شد و نقدهای مثبتی از منتقدان دریافت کرد. این فیلم به دلیل آمیختن مفهوم حلقهٔ زمانی با عناصر تجاری پسندیده شد و بسیاری از نشریات آن را از بهترین فیلم‌های تامیل سال ۲۰۲۱ نامیدند. فیلم از نظر انتقادی و تجاری در گیشه موفق شد. وینکات پرابو دنباله‌ای از فیلم را با حضور بازیگران اصلی تأیید کرده‌است.

## داستان
عبدالخالق، یک هندی مهاجر است که در مسیر اوتی با پرواز از دهلی به کویمباتور می‌رود. او و دوستش سید باشا می‌خواهند به رفیقشان اسوارامورتی، کمک کنند تا معشوقه‌اش زرینه‌بیگم را در روز ازدواجش فراری دهد. خالق با سیتا لاکشمی، مسافر هواپیما، که دوست داماد هم هست، همراه می‌شود. آنها در روز مراسم فرار می‌کنند و درحالی‌که خانوادهٔ عروس دنبالشان هستند، می‌گریزند. در راه رفتن به دفتر ثبت، ناگهان مردی ناشناس روی خودرو آنها می‌افتد.
فاش می‌شود که این مرد به‌دستور بازرس پلیس، جان، فراری و تحت تعقیب است. به دستور معاون کمیسر، دانوشکودی، افراد داخل خودرو به‌صورت غیرقانونی بازداشت می‌شوند. دانوشکودی و جان، خالق را مجبور می‌کنند که به یک کنفرانس سیاسی ویژه با حضور سروزیر آریواژاگان برود. به او دستور می‌دهند با تپانچه به آریواژاگان شلیک کند، وگرنه دوستانش می‌میرند. خالق با اکراه به آریواژاگان شلیک می‌کند. جان، خالق را که درحال گلایه از او بود، در بین هرج و مرج جمعیت، می‌کشد. خالق از خواب بیدار می‌شود و خود را در پرواز، جایی که اول آن روز آنجا بود، می‌یابد و تمام رویدادهای اصلی آن روز را دوباره با خود مرور می‌کند.
پس از تلاش دوباره با اسوارامورتی برای فرار، خالق به همان نقطه‌ای می‌رسد که پلیس قبلاً او را دستگیر کرده بود. خالق با دیدن مرد ناشناسی به‌نام رفیق از تجربهٔ قبلی خود شوکه می‌شود. رفیق برای گریختن از پلیس به ماشین او وارد می‌شود. پلیس به آنها می‌رسد و این بار خالق به ضرب گلوله دانوشکودی کشته می‌شود. خالق بار دیگر خود را در میانهٔ پرواز می‌بیند و نمی‌داند که در یک حلقه زمانی است. او می‌کوشد مسیر دیگری را در پیش بگیرد و از برخورد با پلیس خودداری کند، اما در نهایت به دست منصور برادر زرینه می‌میرد. او یک بار دیگر در هواپیما بیدار می‌شود و بالاخره متوجه می‌شود که در حلقهٔ زمانی به‌دام افتاده‌است.
خالق ماجرا را برای دوستانش و سیتالاکشمی شرح می‌دهد و سیتا به داستان‌های حلقهٔ زمان و کال‌بایراو اوجائین، الههٔ هندوی زمان، اشاره می‌کند. خالق به‌یادمی‌آورد که در معبد کال‌بایراو در اوجائین زاده‌شده‌است و شاید این پشت ماجرای حلقه باشد (برگشتن خالق به همان نقطه، به‌دلیل پرواز هواپیما بر فراز اوجائین در آن لحظه است) و برای رهایی او باید به یک هدف معین برسد. خالق یک بار دیگر فرایند کنفرانس را بررسی می‌کند و یک فیلمبردار را می‌یابد که با تفنگ تک‌تیرانداز مبدل به آریواژاگان شلیک می‌کند. خالق از حلقهٔ زمان استفاده می‌کند، قاتل را پیدا می‌کند و جلوی او را می‌گیرد تا از ترور جلوگیری کند.
بااین‌همه، آریواژاگان در حین خروج از کنفرانس با انفجار بمب کنارجاده‌ای کشته می‌شود. خالق که ناامید شده با دانوشکودی روبرو می‌شود و از ترور آریواژاگان که شورش مذهبی خطرناک و درگیری‌های اجتماعی را ایجاد می‌کند، گلایه می‌کند. آشکار می‌شود که دانوشکودی هم در حلقهٔ زمانی گیر کرده‌است، چون در یکی از حلقه‌های قبلی به‌طور تصادفی خونش با خون خالق آمیخته شد. حالا باید با یکدیگر مبارزه کنند تا به اهداف متضاد خود برسند. خالق باید جلوی برگزاری کنفرانس را بگیرد تا ترور آریواژاگان و احتمال شورش مذهبی را خنثی کند، در حالی که دانوشکودی باید جلوی خالق بایستد.
مشخص می‌شود که دانوشکودی برای پارانتامان، دستیار باسابقهٔ آریواژاگان کار می‌کند، که از انتخاب خانوادگی درون حزب ناراضی است. پارانتامان می‌خواهد با کشتن آریواژاگان به قدرت برسد و دانوشکودی با طراحی ترور دنبال سود خودش است. دانوشکودی به خالق هشدار اکید می‌دهد که از ترور دور بماند وگرنه حلقه را دوباره تکرار می‌کند. خالق می‌کوشد تا پسر آریواژاگان، موگیلان را از ترور پیش رو آگاه کند. خالق که به این هدف نرسید، سرانجام متوجه تامیژوانان، یک شخصیت هندوی محلی می‌شود. تامیژوانان قبلاً از نقشه‌های پارانتامان برای ترور خبردار شده و ابتدای همان روز به قتل رسیده‌است.
خالق با آگاه شدن از نزدیکی آریواژاگان و تامیژوانان، می‌فهمد که باید تامیژوانان را نجات دهد و از طریق او را به آریواژاگان هشدار بدهد و از برگزاری گردهمایی جلوگیری کند. خالق پس از تلاش‌ها و حلقه‌های بیهوده موفق به ربودن تامیژوانان می‌شود و شخصاً از قتل تامیژوانانان جلوگیری می‌کند. او تامیژوانان را دربارهٔ ترور قریب‌الوقوع آریواژاگان قانع می‌کند. تامیژوانان به خالق کمک می‌کند تا به آریواژآگان برسد اما در طی یک تعقیب‌وگریز، پلیس او را دستگیر می‌کند. خالق خود را قاچاقی به مراسم یادبود کالایسلوانار (الگو و سروزیر سابق) می‌رساند که عصر روز بعد با حضور آریواژاگان و موگیلان و پارانتامان یرگزار می‌شود. خالق آریواژآگان را متقاعد می‌کند که یک ترور درحال برنامه‌ریزی است و با یک ویدیو از تامیژوانان می‌خواهد اعتماد آریواژاگان را به‌دست بیاورد.
آریواژاگان با رفتاری که انگار از تپش قلب ناگهانی رنج می‌برد با پارانتامان روبرو می‌شود. او پس از درخواست پارانتامان از او برای شرکت در کنفرانس، باور می‌کند که خالق حقیقت را می‌گوید. درگیری بین خالق و دانوشکودی شروع می‌شود. موگیلان تیر می‌خورد، اما به نگهبانان خود خبر می‌دهد، که مستقیماً وارد عمل شوند، پارانتامان تلاش می‌کند تا آریواژاگان را خفه کند، اما توسط خالق کشته می‌شود. دانوشکودی سعی می‌کند آریواژاگان را بکشد اما خالق جلوی گلوله را می‌گیرد و او را نجات می‌دهد. دانوشکودی توسط نگهبانان کشته می‌شود. موگیلان و خالق بهبود می‌یابند و آریواژاگان از خالق برای نجات جانش تشکر می‌کند. خالق ظاهراً به حلقه زمانی خود پایان می‌دهد. مرگ پارانتامان به دلایل سیاسی ایست قلبی عنوان می‌شود. وقتی منصور از راه می‌رسد، خالق مقابل او می‌ایستد.
در صحنه پس از تیتراژ، خالق از خواب بیدار می‌شود و می‌فهمد که حلقه زمانی هنوز به پایان نرسیده‌است.

## بازیگران
- سیلامباراسان در نقش عبدالخالق
- اس‌جی سوریا در نقش DCP V. Dhanushkodi
- کالیانی پریادارشان در نقش سیتا لاکشمی
- اس.ای. چاندراسکار در نقش سروزیر آریواژاگان
- وای‌جی ماهیندرا در نقش پارانتامان
- واگای چاندراسکار در نقش تامیژوانان
- پریم کومار آمارن در نقش اسوارامورتی
- کاروناکاران در نقش سید باشا
- Subbu Panchu در نقش موگیلان آریواژاگان
- آنجینا کرتی در نقش زرینه بیگم[۱۱]
- Manoj Bharathiraja در نقش John Mathew
- Udhaya در نقش منصور
- آراویند آکاش در نقش hitman
- Daniel Annie Pope در نقش محمد رفیق
- استونت سیلوا در نقش Masthan Bhai
- Badava Gopi در نقش MP Manickka Vinayagam
- Singapore Bala در نقش Thirunavukarasu, Dhanushkodi's assistant
- آرون موهان در نقش عرفان
- Mahat Raghavendra در نقش Traffic cop (حضور افتخاری)

پرتره ایستگاه اتوبوس بازیگر فقید Manivannan در فیلم به عنوان کالایسلوانار، سَلَف آریواژاگان در حزب سیاسی خود نشان داده شده‌است.